# Michael Jackson's Halloween
Pour plus de détails, voir Fiche technique et Distribution.
Michael Jackson's Halloween est un téléfilm d'animation réalisé par Mark A.Z. Dippe et Lee Kyung-ho et diffusé le 27 octobre 2017 sur CBS,,,.

## Synopsis
Vincent et Victoria se rencontrent accidentellement le soir d'Halloween et se rendent au manoir This Place Hotel (nommé en référence à la chanson du même nom des Jacksons). Ils vont y rencontrer notamment le propriétaire, Michael Jackson.

## Fiche technique
- Titre : Michael Jackson's Halloween
- Réalisation : Mark A.Z. Dippe, Lee Kyung-ho
- Scénario : Mark A.Z. Dippe, Tim Hill, Scott Clevenger, Dave Johnson
- Production : Daniel Chuba
  - Production exécutive : John Branca, John McClain, Liz Young, Mike Young
- Genre : Animation, aventure, comédie horrifique, fantastique et film musical
- Pays :  États-Unis et  Corée du Sud
- Langue : anglais
- Durée : 43 minutes
- Date de sortie : 27 octobre 2017 (sur CBS)[6]

## Distribution
- Michael Jackson : lui-même (doublé à l'aide de sa musique et d'enregistrements d'archives)
- Brad Garrett : Bubbles
- Lucas Till : Vincent
- Kiersey Clemons : Victoria
- Lucy Liu : Conformity
- Jim Parsons : Hay Man
- Alan Cumming : Generalissimo Meriweather
- Diedrich Bader : Franklin Stein
- George Eads : le père de Vincent
- Christine Baranski : Mrs. Grau[7]

## Musique
Le téléfilm utilise de nombreuses chansons de la carrière de Michael Jackson de 1979 à 2001, et des chansons sorties dans l'album posthume Xscape en 2014 :
- Don't Stop 'Til You Get Enough (remix combinant les remix de Michael Jackson: The Immortal World Tour et de Michael Jackson: One)
- Working Day and Night (en) (version instrumentale du remix de Michael Jackson: One)
- This Place Hotel (version instrumentale du remix de Michael Jackson: The Immortal World Tour)
- Billie Jean
- Human Nature (version instrumentale du remix de Michael Jackson: The Immortal World Tour)
- Thriller (remix combinant les remix de Michael Jackson: The Immortal World Tour, de Michael Jackson: One et de Stranger Things)
- Beat It (version proche du remix de Michael Jackson: The Immortal World Tour)
- Somebody's Watching Me (version remixée avec Xscape)
- Torture
- Bad
- Dirty Diana (version instrumentale du remix de Michael Jackson: One)
- Smooth Criminal
- Dangerous (version remixée avec Jam)
- Jam (version remixée avec Dangerous)
- Heal the World
- Will You Be There
- Stranger in Moscow
- Earth Song
- They Don't Care About Us (version remixée avec Threatened)
- Childhood (version instrumentale de l'album)
- Is It Scary
- Blood on the Dance Floor (version remix de Michael Jackson: One)
- Ghosts
- Heartbreaker (version instrumentale de l'album)
- Threatened (version remixée avec They Don't Care About Us)
- 2000 Watts (version instrumentale de l'album)
- Xscape (version remixée avec Somebody's Watching Me)
- Slave to the Rhythm